# Posuń się kochanie
Przesuń się kochanie (lub Posuń się kochanie) – amerykańska komedia romantyczna z 1963 roku. Remake filmu Moja najmilsza żona z 1940 roku.

## Główne role
- Doris Day - Ellen Wagstaff Arden
- James Garner - Nicholas Arden
- Polly Bergen - Bianca Steele
- Thelma Ritter - Grace Arden
- Fred Clark - Pan Codd (kierownik hotelu)
- Don Knotts - Pucybut
- Elliott Reid - Dr Herman Schlick
- Edgar Buchanan - Sędzia Bryson
- John Astin - Clyde Prokey
- Pami Lee - Jenny Arden
- Leslie Farrell - Didi Arden
- Chuck Connors - Stephen Burkett
- Don Knotts - Sprzedawca butów
- Alvy Moore - Kelner z obsługi pokoju

i inni. 

## Fabuła
Ellen i Nick są szczęśliwym małżeństwem i mają dwójkę dzieci. Niestety, gdy Ellen wyrusza samolotem, następuje awaria i wszelki ślad po niej ginie. Po pięciu latach Nick przekonany o śmierci swojej żony wnosi do sądu sprawę o uznanie Ellen za zmarłą i żeni się ponownie z Blanką Steele. Tymczasem Ellen zostaje odnaleziona i wraca do męża, co wywołuje masę komplikacji.

## Nagrody i nominacje
Złote Globy 1963
- Najlepsza aktorka w komedii lub musicalu - Doris Day (nominacja)